# Petrus Cantor
Petrus Cantor sau Petru Cantorul) (d. după 29 ianuarie 1197) a fost un teolog francez.
Petrus Cantor și-a primit educația teologică la Rheims, după care s-a mutat la Paris, unde, în 1183, a devenit cantor (de unde și supranumele) la Notre-Dame de Paris. A fost ales decan la Rheims din 1196, însă a încetat din viață anul următor la abația Longpont.
A scris cărți de comentarii asupra Vechiului și Noului Testament. Este de remarcat lucrarea sa asupra sacramentului penitenței. Opera sa manifestă perspective scolastice.
Medievistul Jacques Le Goff îl citează pe Petrus Cantor atunci când caută să identifice "nașterea purgatoriului" în secolul al XII-lea, bazându-se pe utilizarea de către acesta a termenului purgatorium ca substantiv în 1170.